# Dziewczyna i chłopak, czyli heca na 14 fajerek
Dziewczyna i chłopak, czyli heca na 14 fajerek – powieść dla młodzieży, autorstwa Hanny Ożogowskiej, wydana po raz pierwszy w roku 1961. W roku 1978, nakręcono na jej podstawie miniserial telewizyjny pt. „Dziewczyna i chłopak”, a w 1980, z powstałego materiału złożono film kinowy.

## Fabuła
Bohaterami są Tosia i Tomek, rodzeństwo, bardzo podobni do siebie. Zbliżają się wakacje, każdy na odpoczynek wybiera sobie inne miejsce i cel podróży: mama do Ciechocinka do sanatorium, Tosia do cioci Isi do Białegostoku, by pomóc w opiece nad młodszymi dziećmi, Tomek do wuja do leśniczówki, gdzie ma być trzymany „męską ręką” i przygotowywać się do egzaminu poprawkowego z historii, a tata zostaje w domu, żeby pracować nad ważnym projektem. Pierwsza wyjechała mama, martwiąc się czy wszyscy na pewno poradzą sobie bez jej opieki. Zapewniają, że tak. Chłopak tuż przed samym wyjazdem musiał jednak niezwłocznie załatwić „męską” sprawę. Żeby nic się nie wydało, siostra pojechała za niego do leśniczówki, a on musiał odgrywać rolę niańki u cioci Isi. Tosia, która pojechała zamiast brata przeżyła bardzo wiele: nocowała sama w ciemnym pokoju, jeździła na koniu, a Tomek został specjalistą w dziedzinie mody, uczesania, stoczył nawet bitwę z kuzynkami przeciw okolicznym chłopakom i cały czas zachwalał bardzo swojego brata. Ciocia Isia i wujek bardzo chwalili swoich podopiecznych. W końcu jednak Tosia musiała ujawnić swoją prawdziwą tożsamość, ponieważ wuj, u którego przebywała, postanowił ściąć jej włosy. 